# هیوندای آئورا
هیوندای آئورا (به انگلیسی: Hyundai Aura) یک خودروی کامپکت کوچک است که توسط شرکت هیوندای موتور ساخته شده‌است. این خودرو در حقیقت نمونهٔ سدان نسل سوم هیوندای آی۱۰ (هیوندای گرند آی۱۰ نیوس در هند) است و اولویت عرضهٔ آن برای بازار هند است. این خودرو جانشین مدل هیوندای ایکسنت است. این خودرو در ۲۱ ژانویه ۲۰۲۰ در هند عرضه شد.
صندوق عقب آئورا با حجم ۴۰۲ لیتر بسیار بزرگ‌تر از صندوق عقب ۲۶۰ لیتری هیوندای آی۱۰ نیوس است.
این خودرو با پیشرانه‌های زیر قابل انتخاب است:
- ۱٫۲ لیتری توربوشارژر دیزلی با قدرت ۷۵ اسب بخار
- ۱٫۲ لیتری بنزینی با قدرت ۸۴ اسب بخار
- ۱٫۰ لیتری بنزینی توربوشارژر با قدرت ۱۰۰ اسب بخار

جعبه‌دنده‌های این خودرو نیز شامل گونه‌های زیر می‌شوند:
- ۵ سرعتهٔ دستی
- ۵ سرعتهٔ خودکار

البته مدل ۱٫۰ لیتری تنها با جعبه‌دندهٔ دستی ارائه می‌شود.
فیس‌لیفت این خودرو در ۲۳ ژانویه ۲۰۲۳ برای بازار هند معرفی شد

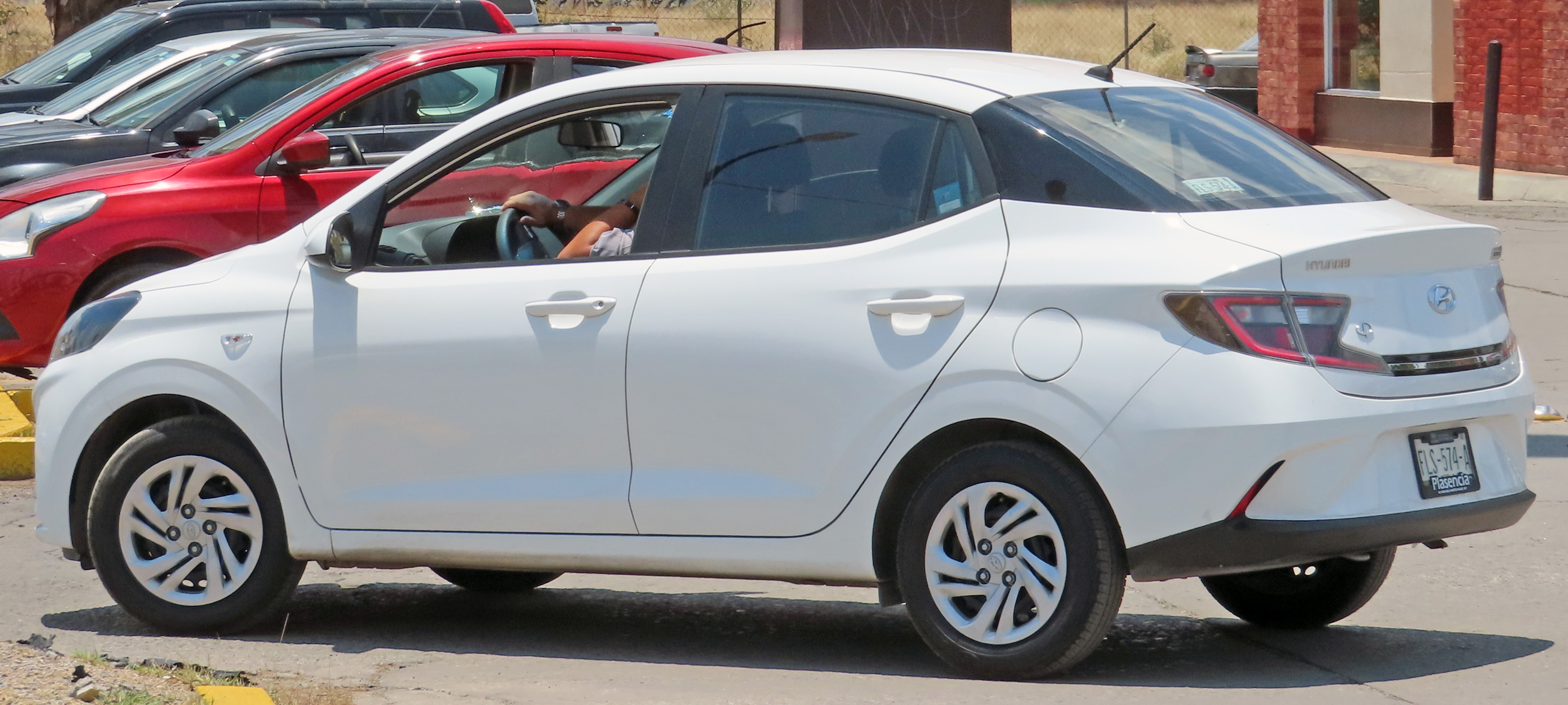
نمای عقب
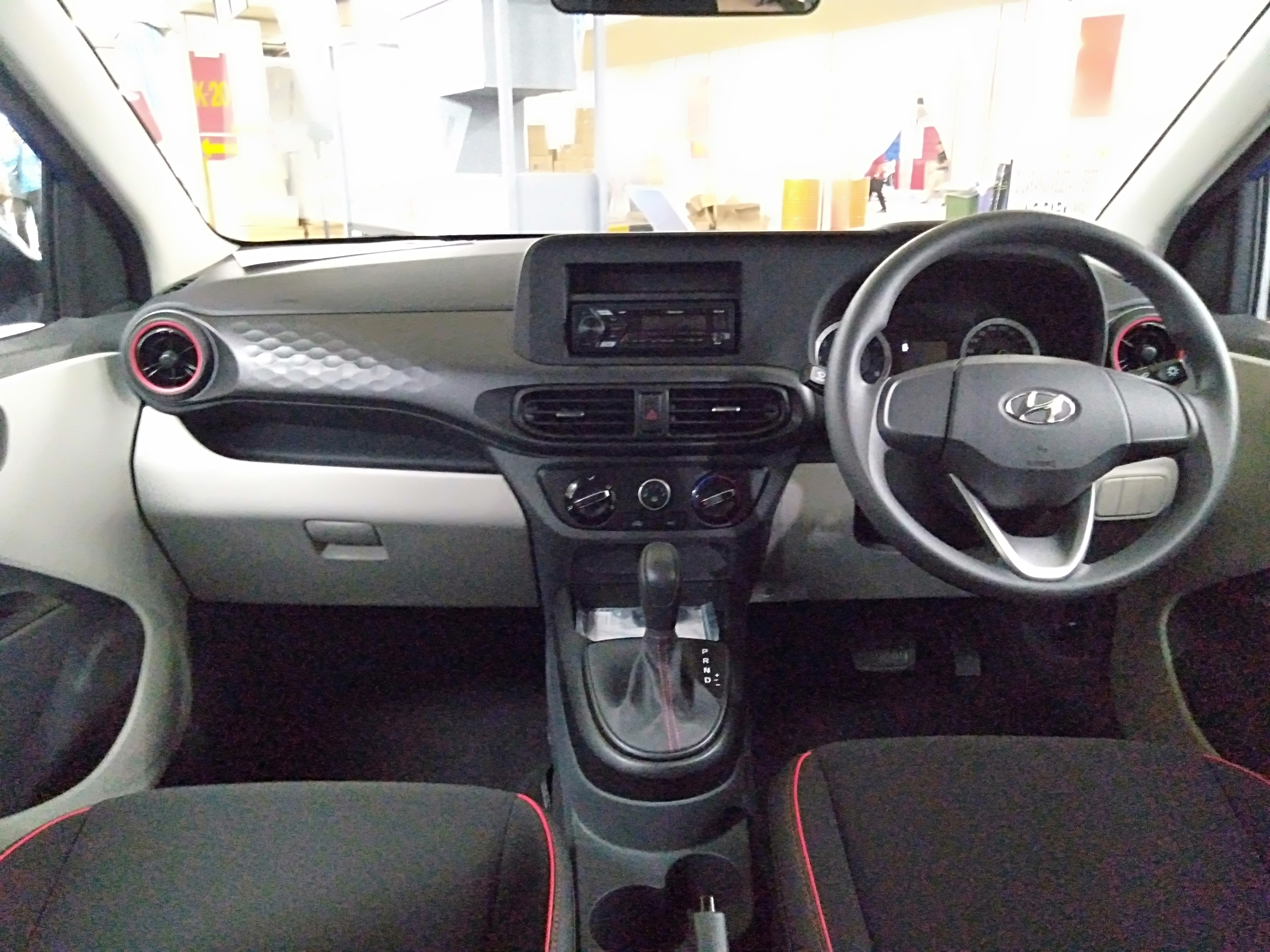
نمای داخلی